# Pierre Ciraud
 (mai 2014).
Si vous disposez d'ouvrages ou d'articles de référence ou si vous connaissez des sites web de qualité traitant du thème abordé ici, merci de compléter l'article en donnant les références utiles à sa vérifiabilité et en les liant à la section « Notes et références ».
Pierre Ciraud (né à Caudéran, Gironde, le 5 novembre 1927 et mort le 22 septembre 2018 à Châteaubernard) est un inventeur français. Résidant à Cognac, il est l’un des pionniers du développement des matières plastiques dans la France de l’après-guerre. Il mettra en application et perfectionnera les procédés de fabrication d’objets en polyester et fibre de verre.
Il perfectionnera la technique du thermoformage avec la création de machines permettant la réalisation de pièces de grandes dimensions aux formes complexes. Dans les années 1960, il réalisera le carénage intégral de cette moto (une Cazenave) d’une seule pièce.

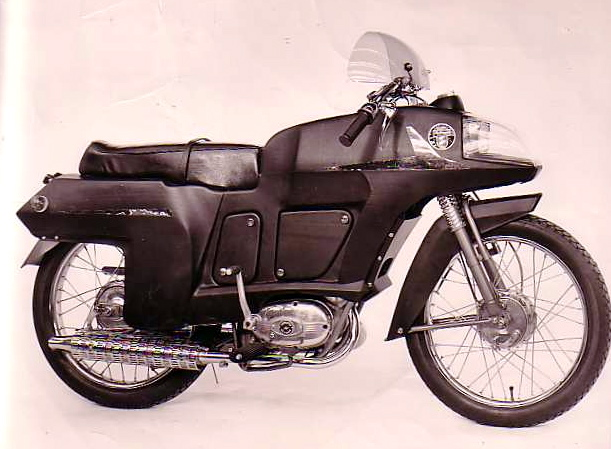
Carrosserie de moto/cyclo en polyéthylène thermoformé.

En 1972, il déposera des brevets relatifs à la création d’objets tridimensionnels à partir de poudre et de lasers. À cette époque, le guidage des lasers et les logiciels de DAO (dessin assisté par ordinateur) n’existaient pas encore et cette technologie sera reprise plus tard pour donner naissance au prototypage laser rapide, ou stéréolithographie, utilisé aujourd’hui dans l’industrie.
Il concevra également une machine à vendanger sans contact mécanique permettant de recueillir le raisin sans l’endommager.
Il perfectionnera également la technique du rotomoulage en concevant des machines automatisées destinées notamment  à la réalisation de cuves autoporteuses et de bateaux. Par la suite, il utilisera des micro-billes de zircon pour chauffer puis refroidir plus rapidement les moules. Il produira ainsi en 1970 la plus grosse pièce rotomoulée du monde, une cuve de 10 000 litres.

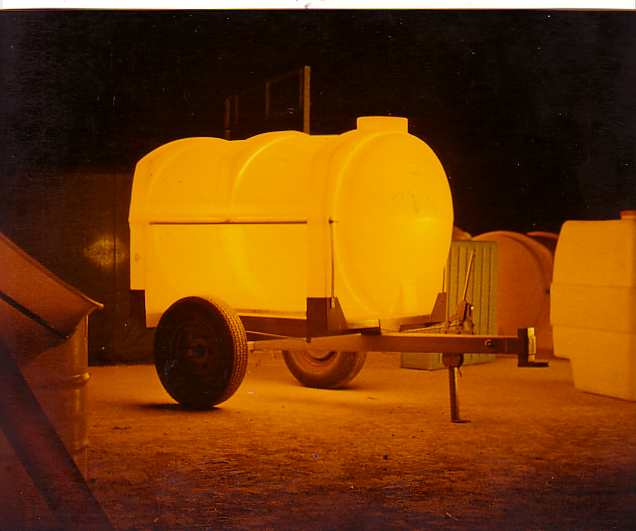
Cuve autoporteuse sur remorque
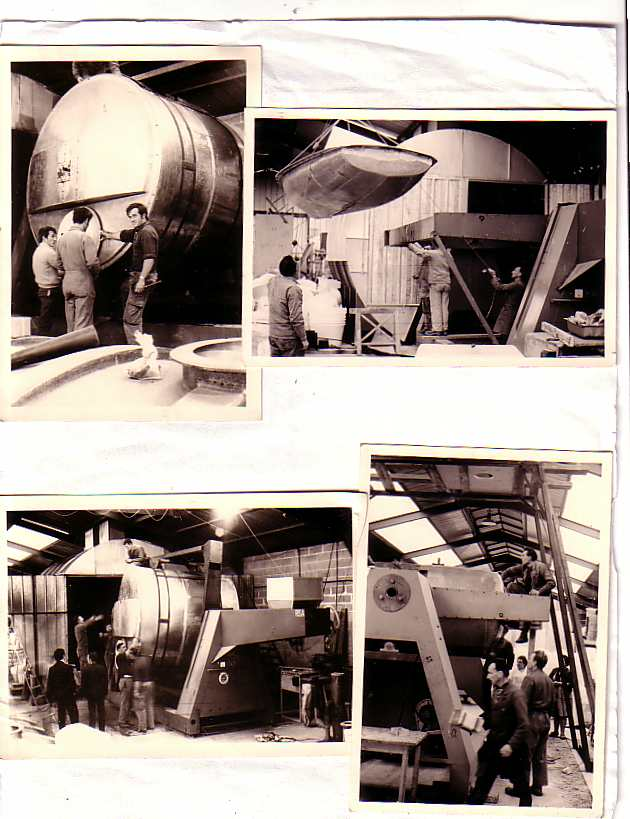
Machine de rotomoulage avec différents moules
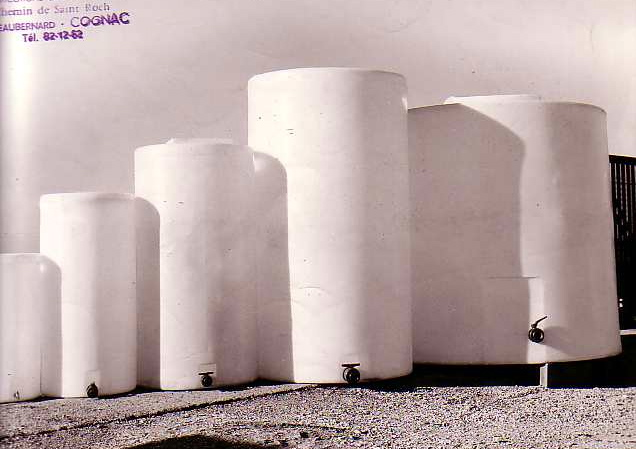
Cuves en polyéthylène rotomoulées

Ses travaux se porteront durant les années 1980 sur l'application automatisée des résines synthétiques destinées à la réalisation de sols sportifs puis sur des procédés de refroidissement à très haut rendement destinés à l’électronique et à l’automobile.
Plus récemment, il est l’inventeur d’un propulseur « propre » destiné aux navires de toutes tailles.